# AVP Tour 2019
Die AVP Tour 2019 ist die nationale Turnierserie der Vereinigten Staaten im Beachvolleyball. Sie wurde in acht Städten ausgetragen.

## Übersicht der Turniere
| Datum                     | Stadt            | Sieger Männer                     | Sieger Frauen                        |
| ------------------------- | ---------------- | --------------------------------- | ------------------------------------ |
| 2.–5. Mai                 | Huntington Beach | Taylor Crabb / Jacob Gibb         | Alexandra Klineman / April Ross      |
| 16.–19. Mai               | Austin           | Taylor Crabb / Jacob Gibb         | Karissa Cook / Jace Pardon           |
| 6.–9. Juni                | New York City    | Phil Dalhausser / Nicholas Lucena | Alexandra Klineman / April Ross      |
| 20.–23. Juni              | Seattle          | Jeremy Casebeer / Chaim Schalk    | Kelley Kolinske / Emily Stockman     |
| 25.–28. Juli              | Hermosa Beach    | Chase Budinger / Casey Patterson  | Emily Day / Betsi Flint              |
| 15.–18. August            | Manhattan Beach  | Trevor Crabb / Reid Priddy        | Melissa Humana-Paredes / Sarah Pavan |
| 29. August – 1. September | Chicago          | Taylor Crabb / Jacob Gibb         | Alexandra Klineman / April Ross      |
| 19.–22. September         | Waikīkī          | Taylor Crabb / Jacob Gibb         | Melissa Humana-Paredes / Sarah Pavan |

## Turniere
Nachfolgend werden jeweils die Top 8 der einzelnen Turniere aufgeführt. Die kompletten Ergebnisse gibt es in der Beach Volleyball Database (siehe Weblinks).

### Huntington Beach
| Platz | Männer                            | Frauen                                      |
| ----- | --------------------------------- | ------------------------------------------- |
| 1     | Taylor Crabb / Jacob Gibb         | Alexandra Klineman / April Ross             |
| 2     | Chase Budinger / Casey Patterson  | Melissa Humana-Paredes / Sarah Pavan        |
| 3     | Tim Bomgren / Troy Field          | Sara Hughes / Summer Ross                   |
| 3     | Tri Bourne / Trevor Crabb         | Emily Day / Betsi Flint                     |
| 5     | Phil Dalhausser / Nicholas Lucena | Kelley Kolinske / Emily Stockman            |
| 5     | Jeremy Casebeer / Chaim Schalk    | Karissa Cook / Jace Pardon                  |
| 7     | Ed Ratledge / Roberto Rodriguez   | Kelly Claes / Brandie Wilkerson             |
| 7     | Billy Allen / Stafford Slick      | Traci Callahan / Maria Clara Salgado Rufino |

### Austin
| Platz | Männer                            | Frauen                                 |
| ----- | --------------------------------- | -------------------------------------- |
| 1     | Taylor Crabb / Jacob Gibb         | Karissa Cook / Jace Pardon             |
| 2     | Jeremy Casebeer / Chaim Schalk    | Kimberly Hildreth / Sarah Schermerhorn |
| 3     | Phil Dalhausser / Nicholas Lucena | Terese Cannon / Irene Pollock          |
| 3     | Tim Bomgren / Troy Field          | Falyn Fonoimoana / Nicolette Martin    |
| 5     | Ed Ratledge / Roberto Rodriguez   | Janelle Allen / Kerri Schuh            |
| 5     | Sean Rosenthal / Ricardo Santos   | Meghan Mannari / Taylor Nyquist        |
| 7     | Chase Frishman / Piotr Marciniak  | Emily Day / Betsi Flint                |
| 7     | Bruno Amorim / Skylar del Sol     | Brittany Howard / Kelly Reeves         |

### New York City
| Platz | Männer                            | Frauen                           |
| ----- | --------------------------------- | -------------------------------- |
| 1     | Phil Dalhausser / Nicholas Lucena | Alexandra Klineman / April Ross  |
| 2     | Tim Bomgren / Troy Field          | Kelly Claes / Sarah Sponcil      |
| 3     | Taylor Crabb / Jacob Gibb         | Sarah Hughes / Summer Ross       |
| 3     | Sean Rosenthal / Ricardo Santos   | Kelley Kolinske / Emily Stockman |
| 5     | Jeremy Casebeer / Chaim Schalk    | Emily Day / Betsi Flint          |
| 5     | Chase Budinger / Casey Patterson  | Karissa Cook / Jace Pardon       |
| 7     | Tri Bourne / Trevor Crabb         | Brooke Sweat / Brandie Wilkerson |
| 7     | Billy Allen / Stafford Slick      | Caitlin Ledoux / Geena Urango    |

### Seattle
| Platz | Männer                           | Frauen                                |
| ----- | -------------------------------- | ------------------------------------- |
| 1     | Jeremy Casebeer / Chaim Schalk   | Kelley Kolinske / Emily Stockman      |
| 2     | Taylor Crabb / Jacob Gibb        | Emily Day / Betsi Flint               |
| 3     | Chase Budinger / Casey Patterson | Kelly Claes / Sarah Sponcil           |
| 3     | Billy Allen / Stafford Slick     | Karissa Cook / Jace Pardon            |
| 5     | Tim Bomgren / Troy Field         | Amanda Dowdy Lawson / Corinne Quiggle |
| 5     | Bobby Jacobs / Reid Priddy       | Brittany Tiegs / Molly Turner         |
| 7     | Ryan Doherty / John Hyden        | Terese Cannon / Irene Pollock         |
| 7     | Michael Brunsting / Ty Loomis    | Lara Dykstra / Kimberly Smith         |

### Hermosa Beach
| Platz | Männer                           | Frauen                                       |
| ----- | -------------------------------- | -------------------------------------------- |
| 1     | Chase Budinger / Casey Patterson | Emily Day / Betsi Flint                      |
| 2     | Ryan Doherty / Miles Evans       | Kathryn Hogan / Megan Rice                   |
| 3     | Ed Ratledge / Roberto Rodriguez  | Mackenzie Ponnet / Sheila Shaw               |
| 3     | David Lee / Sean Rosenthal       | Crissy Jones / Susannah Muno                 |
| 5     | Tim Bomgren / Troy Field         | Kimberly Hildreth / Sarah Schermerhorn       |
| 5     | Billy Allen / Stafford Slick     | Megan Kraft / Delaynie Maple                 |
| 7     | John Hyden / Piotr Marciniak     | Kimberly DiCello / Kelly Reeves              |
| 7     | Andy Benesh / Adam Roberts       | Falyn Fonoimoana / Priscilla Piantadosi-Lima |

### Manhattan Beach
| Platz | Männer                            | Frauen                                      |
| ----- | --------------------------------- | ------------------------------------------- |
| 1     | Trevor Crabb / Reid Priddy        | Melissa Humana-Paredes / Sarah Pavan        |
| 2     | Chase Budinger / Casey Patterson  | Alexandra Klineman / April Ross             |
| 3     | Phil Dalhausser / Nicholas Lucena | Sara Hughes / Brandie Wilkerson             |
| 3     | Eric Beranek / Billy Kolinske     | Terese Cannon / Kelly Reeves                |
| 5     | Tim Bomgren / Troy Field          | Emily Day / Betsi Flint                     |
| 5     | Jeremy Casebeer / Chaim Schalk    | Caitlin Ledoux / Maria Clara Salgado Rufino |
| 7     | Ryan Doherty / Miles Evans        | Brittany Howard / Molly Turner              |
| 7     | Avery Drost / Chase Frishman      | Delaney Knudsen / Katie Spieler             |

### Chicago
| Platz | Männer                             | Frauen                                |
| ----- | ---------------------------------- | ------------------------------------- |
| 1     | Taylor Crabb / Jacob Gibb          | Alexandra Klineman / April Ross       |
| 2     | Phil Dalhausser / Nicholas Lucena  | Emily Day / Betsi Flint               |
| 3     | Chase Budinger / Casey Patterson   | Sara Hughes / Brandie Wilkerson       |
| 3     | Jeremy Casebeer / Chaim Schalk     | Kelly Claes / Sarah Sponcil           |
| 5     | Maddison McKibbin / Riley McKibbin | Karissa Cook / Jace Pardon            |
| 5     | Paul Lotman / Miles Partain        | Melissa Humana-Paredes / Sarah Pavan  |
| 7     | Trevor Crabb / Reid Priddy         | Kelley Kolinske / Emily Stockman      |
| 7     | Theodore Brunner / John Hyden      | Amanda Dowdy Lawson / Corinne Quiggle |

### Waikīkī
| Platz | Männer                            | Frauen                                 |
| ----- | --------------------------------- | -------------------------------------- |
| 1     | Taylor Crabb / Jacob Gibb         | Melissa Humana-Paredes / Sarah Pavan   |
| 2     | Theodore Brunner / John Hyden     | Alexandra Klineman / April Ross        |
| 3     | Chase Budinger / Casey Patterson  | Emily Day / Betsi Flint                |
| 3     | Jeremy Casebeer / Chaim Schalk    | Kelly Claes / Sarah Sponcil            |
| 5     | Phil Dalhausser / Nicholas Lucena | Karissa Cook / Jace Pardon             |
| 5     | Eric Beranek / Billy Kolinske     | Amanda Dowdy Lawson / Corinne Quiggle  |
| 7     | Tim Bomgren / Troy Field          | Kelley Kolinske / Emily Stockman       |
| 7     | Tri Bourne / Trevor Crabb         | Kimberly Hildreth / Sarah Schermerhorn |